# Davusia glabra
Davusia glabra is een krabbensoort uit de familie van de Plagusiidae. De wetenschappelijke naam van de soort is voor het eerst geldig gepubliceerd in 1852 door Dana.